# Diospyros feliciana
Espèce
Statut de conservation UICN

 EN B1ab(i,ii,iii,iv,v)+2ab(i,ii,iii,iv,v); C2a(i) : En danger
Diospyros feliciana est une espèce de plantes à fleurs de la famille des Ebenaceae.

## Publication originale
- Adansonia n.s., 9: 278. 1969.